# Rich Mullins
Rich Mullins, född 21 oktober 1955, död 19 september 1997, var en kristen singer-songwriter från USA. 
Mullins låtar blev under 1980- och 1990-talen mycket populära i kristna kretsar. Dock provocerade han också många då han ofta kritiserade den konservativa kristendomen i USA, som han tyckte var alltför inriktad på att avskärma sig från de icke-kristna och de fattiga. Rich menade istället att kyrkans uppgift var att söka upp de fattiga och utslagna, och leva med dem, och därigenom visa på Jesus kärlek till de svaga och hjälplösa.
Rich Mullins omkom i en trafikolycka den 19 september 1997.

## Diskografi
- 1986 – Rich Mullins
- 1987 – Pictures in the Sky
- 1989 – Winds of Heaven, Stuff of Earth
- 1989 – Never Picture Perfect
- 1991 – The World as Best as I Remember It, Vol. 1
- 1992 – The World as Best as I Remember It, Vol. 2
- 1993 – A Liturgy, A Legacy & A Ragamuffin Band
- 1995 – Brother's Keeper
- 2003 – Here in America (live)